# Le Pin (Gard)
Le Pin település Franciaországban, Gard megyében. Lakosainak száma 473 fő (2022. január 1.). Le Pin La Capelle-et-Masmolène, Cavillargues, Pougnadoresse és Saint-Pons-la-Calm községekkel határos.

## Népesség
A település népességének változása:
| Lakosok száma | 150  | 173  | 256  | 325  | 382  | 416  | 426  | 454  | 468  | 473  |
|               | 1968 | 1982 | 1990 | 2006 | 2013 | 2015 | 2017 | 2019 | 2020 | 2022 |